# Bezelsrode
Die Wüstung Bezelsrode oder Betzelsrode befindet sich in der Gemarkung der Stadt und Landgemeinde Dingelstädt im Landkreis Eichsfeld in Thüringen.

## Lage
Der Ort befand sich etwa drei Kilometer nordnordwestlich von Bickenriede und drei Kilometer südöstlich von Zella im südlichen Eichsfeld. Die Ortslage und die Gemarkung liegt auf dem bewaldeten Höhenzug der Hollau bis in Richtung Appenthal auf einer Höhenlage von ca. 400 m (Seeköpfe). Auf dem Plateau soll sich eine kleine befestigte Anlage als Herrenburg oder Warte, die Hohe Lobe befunden haben und unweit südöstlich bereits eine weitere Wüstung Sehausen.

## Geschichte der Siedlung
Die erste bekannte schriftliche Erwähnung des Ortes erfolgte im Jahre 1230, als Graf Ernst von Velsecke das Land zu Bezilsrode an das Kloster Zella verkauft. Betzelsrode gehörte damals zum Burgbezirk Velsecke/Gleichenstein. 1301 verkauft das Kloster Zella 16 Hufen Land in campetis Bezilsrode an das unmittelbar südlich benachbarte Kloster Anrode. 1319 verzichteten mehrere adlige Herren (die Brüder Otto und Heinrich von Worbis, Heinrich von Tastungen, die Brüder Dietrich und Lambert von Westhausen und Dietrich Knorre) auf ihre Ansprüche in curia dicta Bezzelsrode zu Gunsten des Klosters Anrode.
Im 14. Jahrhundert ist der Ort wohl aufgegeben worden, nach dem alles Land und alle Höfe in den Besitz des Klosters Anrode übergegangen waren. Im 16. Jahrhundert soll dort noch eine Meierei des Klosters bestanden haben, die im Bauernkrieg 1525 zerstört wurde. 1597 fordern die Bewohner von Bickenriede, die 43 Hufen zu Bezelrode bewirtschafteten, eine Herabsetzung des Zinses vom Kloster Bickenriede. 1765 erfolgte ein Neuaufbau als Vorwerk Bezelrode bzw. Neuhaus des Klosters.
1810 wurde das Nonnenkloster im Zuge der Säkularisation aufgehoben. Bereits 1811 wurden das Kloster und alle Ländereien auch in Bezelsrode an Johann Franz Justus von Wedemeyer verkauft und gehörten von 1886 bis 1927 der Familie Wiersdorf. Später diente der Hof als Forsthaus und erhielt die Bezeichnung „Neues Haus“. Nach 1945 waren die Gebäude verlassen worden und verfielen langsam bzw. verwertbare Baumaterialien wurden von umliegenden Einwohnern abgetragen. Heute erinnern  nur noch wenige bauliche Reste, einige alte Obstbäume und eine über 100 Jahre alte Schwedische Mehlbeere an das ehemalige Vorwerk.